# Веселе розлучення (фільм)
«Веселе розлучення» (англ. The Gay Divorcee) — американський комедійний мюзикл 1934 року режисера Марка Сендріча, знятий кінокомпанією RKO Radio Pictures Inc. Другий спільний фільм танцювального тандему Джинджер Роджерс та Фреда Астера і перший, де їм довірили головні ролі.

## Сюжет
Мімі Глоссоп приїжджає до Англії, щоб домогтися розлучення зі своїм чоловіком-геологом, якого вона не бачила багато років. Вона проводить консультації з адвокатом, який вирішує організувати їй зустріч з професійним співвідповідачем Родольфо Тонетто, що зображує коханця, щоб можна було отримати розлучення за звинуваченням у подружній невірності. Але Мімі зустрічає американського танцюриста Гая Голдена і помилково приймає його за співвідповідача.

## У ролях
- Джинджер Роджерс — Мімі Глоссоп
- Фред Астер — Гай Голден
- Еліс Брейді — тітка Гортенз
- Едвард Еверетт Гортон — Пінкі Фітцжеральд
- Ерік Родс — Родольфо Тонетті
- Ерік Блор — письменник
- Ліліан Майлз — співачка
- Вільям Остін — Сиріл Глоссоп
- Бетті Грейбл — танцівниця

## Нагороди та номінації
- Лауреат премії «Оскар» 1935 року в категорії краща пісня («The Continental»)

Номінація на «Оскар» 1935 року:
- Видатна постановка
- Найкраща музика до фільму
- Найкраща робота художника-постановника
- Найкращий звук